# Praia Branca
Praia Branca es una villa caboverdiana del municipio de Tarrafal de São Nicolau.

## Geografía
La villa está situada en la isla de São Nicolau.

## Organización territorial
La villa abarca los lugares y barrios de:
- Alto Cantreira
- Areia de Bomba
- Bordeira
- Chãzinha
- Cruz
- Estreito
- Fundo Branquinho
- Fundura
- Laja
- Lombo das Pombas
- Lombo Mimente